# Rada Ochrony Pracy
Rada Ochrony Pracy − organ opiniotwórczy i nadzoru nad warunkami pracy i działalnością Państwowej Inspekcji Pracy. 
Utworzona na mocy nieobowiązującej już ustawy z dnia 6 marca 1981 roku o Państwowej Inspekcji Pracy. Od 1990 roku działa przy Sejmie RP. W skład Rady wchodzi 30 członków, których powołuje Marszałek Sejmu spośród posłów, senatorów i kandydatów zgłoszonych przez Prezesa Rady Ministrów oraz przez reprezentatywne organizacje związkowe i organizacje pracodawców, a także przez inne organizacje społeczne zajmujące się problematyką ochrony pracy. Do Rady powołuje się także ekspertów i przedstawicieli nauki.